# 纪乐江
纪乐江，中華人民共和國军事丶政治人物，海軍少將。

## 生平
歷任中国人民解放军海军东海舰队政治部纪检处处长丶出任中國人民解放軍海军第35批亞丁灣护航编队指揮官丶上海水警區政委丶上海市人大代表等職 
   